# Isabelle Thomas
Pour les articles homonymes, voir Thomas.
Ne doit pas être confondu avec Isabelle Thomas (géographe).
Isabelle Thomas, née le 26 novembre 1961 au Blanc-Mesnil, est une femme politique française, membre du Parti socialiste (PS) puis de Génération.s. Elle est députée européenne élue dans l'Ouest de juillet 2012 à juillet 2019.

## Biographie

### Engagement syndical étudiant
Elle fait des études de droit à l'université Paris-XIII Villetaneuse. En 1981, elle adhère à l'Union nationale des étudiants de France – Indépendante et démocratique (UNEF-ID) et, peu après, est élue au conseil de gestion de son UFR. En interne, à l'UNEF-ID, elle milite à la Tendance pour l’unité syndicale. En 1983, dans la foulée de la défaite socialiste aux élections municipales, elle adhère au Parti socialiste.
En 1983, elle participe au mouvement contre le projet de réforme de l'enseignement supérieur d'Alain Savary. C'est à cette occasion qu'elle noue des relations plus étroites avec Julien Dray. Elle entre alors dans le cercle des proches de ce militant socialiste et associatif. Elle rejoint donc le groupe Question socialiste qui se donne pour objectif de construire un courant sur l'aile gauche du Parti socialiste. Elle est aussi parmi les membres fondateurs de SOS Racisme en 1984.
Isabelle Thomas est vice-présidente de l'UNEF-ID en 1986 lorsqu'éclate le mouvement contre le projet de loi Devaquet.
À l'issue du mouvement, Isabelle Thomas, à la tête de la sensibilité Villetaneuse (issue de la tendance pour l’unité syndicale), fait l'analyse que l'unité syndicale réalisée au cours du mouvement a fait sa force. Elle réclame donc la réunification avec l'autre UNEF. Dans ce but, elle concentre ses efforts sur les états généraux de l'enseignement supérieur tenus à Saint-Denis en mars 1987. Mais la réunion est surtout marquée par les divisions entre les divers groupes et groupuscules représentés. Loin de s'entendre, les deux Union nationale des étudiants de France (UNEF) opposent leurs logiques d'appareil. Finalement les états généraux se séparent sans qu'une entente ait pu être trouvée.

### Carrière politique

#### Au sein du Parti socialiste
Isabelle Thomas fait alors le choix de rester avec les amis d'Henri Emmanuelli et participe à la fondation d'Alternative socialiste. Ce courant, après bien des rebondissements, rejoint, dès septembre 2005 le Nouveau Parti socialiste afin de préparer avec lui le congrès du Mans.
Au congrès de Reims, elle soutient la Motion C conduite par Benoît Hamon et Henri Emmanuelli.
Au sein du Parti socialiste, elle est secrétaire nationale à la pêche, à la mer et à la protection du littoral ainsi que membre du bureau national.
Après la victoire de Benoît Hamon à la primaire citoyenne de 2017, elle est nommée responsable thématique « Europe » de sa campagne présidentielle,. En novembre 2017, elle quitte le PS et rejoint Génération·s.

#### Au sein de Génération.s
Au sein du mouvement Génération.s, Isabelle Thomas est responsable du Pôle Europe.
Elle est également membre de la délégation Génération.s au Parlement européen, avec Édouard Martin et Guillaume Balas.
Pour les élections du 26 mai 2019, Isabelle Thomas est candidate à sa propre succession, en quatrième position sur la liste citoyenne du Printemps européen conduite par Benoît Hamon. Celle-ci obtient 3,27 % des voix et aucun siège.

### Dans les institutions
Isabelle Thomas s'implante finalement en Bretagne, où elle est conseillère municipale de Saint-Malo et conseillère régionale. Dans ce dernier organe, elle est présidente de la commission environnement et cadre de vie de 2004 à 2010. Elle est vice-présidente du conseil régional de Bretagne chargée de la mer et de la protection du littoral de 2010 à 2012.
Elle est candidate lors des législatives de 2012 dans la 7e circonscription d'Ille-et-Vilaine, mais elle est battue de quelques centaines de voix au second tour par le dissident UMP Gilles Lurton soutenu par le maire de Saint-Malo, René Couanau.
Numéro 3 sur la liste Grand ouest aux élections européennes, Isabelle Thomas devient députée européenne en 2012 à la suite de la nomination de Stéphane Le Foll à la tête du ministère de l'Agriculture.
À la suite de sa prise de fonction au Parlement européen, elle démissionne de son mandat de vice-présidente du conseil régional de Bretagne afin de ne pas être en situation de cumul des mandats. Elle abandonne définitivement son mandat de conseillère régionale en décembre 2015, en ne se représentant pas à l'élection régionale de 2015. Elle se consacre alors à son mandat de parlementaire européenne.
Au Parlement européen, elle siège comme membre titulaire au sein de la Commission des budgets (BUDG) et de la Commission de la pêche (PECH). Depuis 2014, elle est également vice-présidente du groupe de l'Alliance progressiste des socialistes et démocrates au Parlement européen, chargée des questions budgétaires, de la politique de cohésion, de l'agriculture et de la pêche.

## Prises de position sur la pêche en eaux profondes
Elle s'intéresse aussi au dossier de la pêche au Parlement européen. Marraine de Blue fish, association bretonne créée en 2013 « pour faire contrepoids au lobbying ultra-écolo » à Bruxelles, elle a notamment défendu la poursuite du chalutage en eau profonde en décembre 2013, dans une zone de pêche excluant toutefois les zones identifiées comme vulnérables par la Commission européenne, évitant par 342 voix contre 326 l'interdiction totale demandée par le Parti vert européen et le Parti socialiste européen (à l'exception du Parti socialiste français), et voulue par la Commission européenne. Elle a été désignée rapporteur du dossier pêche profonde par le Parlement européen en juillet 2014.
Le 30 juin 2016, un accord est trouvé entre les représentants du Conseil et l'équipe de négociation du Parlement européen menée par Isabelle Thomas. Il prévoit plusieurs mesures pour encadrer la pêche profonde : un gel de l'empreinte limitant les activités de pêche profonde aux zones déjà exploitées entre 2009 et 2011, une limite bathymétrique interdisant la pêche au-dessous de 800 mètres de profondeur, le renforcement des contrôles à bord et des sanctions, ainsi qu'une plus grande transparence de l'activité par la collecte accrue des données scientifiques sur les navires et la publication de toutes les études d'impact. Le nouveau règlement est définitivement adopté par le Parlement européen le 13 décembre 2016 par 634 voix contre 38.

## Travail sur le cadre financier pluriannuel
Isabelle Thomas est membre de la commission Budget pour la législature européenne 2014-2020. Elle est notamment rapporteur sur le cadre financier pluriannuel 2021-2027 et a préparé et défendu la position du Parlement européen sur ce dossier,.
Son travail et son engagement sur les questions budgétaires ont été récompensés le 20 mars 2019 par le prix de la « députée européenne de l'année » dans la catégorie « affaires économiques et monétaires, budgétaires et fiscales », décerné par le Parliament Magazine.